# Mike McEwen
Mike McEwen, właśc. Michael McEwen (ur. 30 lipca 1980 w Brandon) – kanadyjski curler, złoty medalista na Uniwersjadzie 2003. Zawodnik Assiniboine Memorial Curling Club.
McEwen zaczął grać w curling w 1990. Po ośmiu latach gry wygrał swoje pierwsze mistrzostwa Manitoby juniorów. Na mistrzostwach Kanady jego zespół awansował do półfinału, w którym przegrał 8:4 z Ontario (John Morris). McEwen na imprezie tej rangi wystąpił ponownie w 2001. Tym razem Ontario awansowało do finału, lepszy okazał się jednak zespół z Nowej Fundlandii i Labradoru (Brad Gushue).
Jako student Brandon University McEwen był kapitanem reprezentacji Kanady na Zimowej Uniwersjadzie 2003. Kanadyjczycy z 3.miejsca Round Robin weszli do półfinałów, pokonali tam Wielką Brytanię i ostatecznie zdobyli złote medale wygrywając 6:4 na Szwajcarami (Cyril Stutz). W tym samym roku  McEwen dowodził zespołem, który wygrał prowincjonalną rywalizację mikstów. Nie wystąpił jednak w mistrzostwach Kanady.
W 2009 zespół McEwena, jako że miał jedną z najwyższych liczbę punktów CTRS w sezonie 2008/2009, zakwalifikował się do pierwszego turnieju Canadian Olympic Curling Trials 2009. Drużyna była w ostatnim meczu rundy B, który przegrała 5:7 na korzyść Pata Simmonsa. Ostatecznie McEwen odpadł po porażce 7:8 z Jasonem Gunnlaugsonem.
McEwen jeszcze nigdy nie wygrał prowincjonalnych mistrzostw mężczyzn i nie grał na the Brier. Najbliższej reprezentowania Manitoby był podczas Safeway Championship 2010, jego drużyna dotarła do finału. W 11-endowym meczu lepszy okazał się Jeff Stoughton. Również Stoughton był lepszy w prowincjonalnym turnieju w 2014. W poprzednich latach zespół dochodził do ćwierć- i półfinałów.
Żoną Mike’a McEwena jest Dawn McEwen (z domu Askin), otwierająca w zespole Jennifer Jones.

## Wielki Szlem
| Turniej                | 2005/2006 | 2007/2008 | 2008/2009 | 2009/2010 | 2010/2011 | 2011/2012 | 2012/2013 | 2013/2014 | 2014/2015 |
| ---------------------- | --------- | --------- | --------- | --------- | --------- | --------- | --------- | --------- | --------- |
| Canadian Open          | A         | A         | SF        | QF        | W         | W         | SF        | x         |           |
| Masters                | x         | A         | x         | A         | W         | QF        | QF        | x         | F         |
| The National           | A         | A         | QF        | QF        | QF        | x         | F         | QF        | W         |
| Elite 10               | –         | –         | –         | –         | –         | –         | –         | –         |           |
| Players’ Championships | A         | x         | SF        | x         | QF        | SF        | F         | SF        |           |

| A  | = nie uczestniczył                         |
| x  | = nie zakwalifikował się do fazy finałowej |
| QF | = ćwierćfinał                              |
| SF | = półfinał                                 |
| F  | = finał                                    |
| W  | = zwycięstwo                               |

## Drużyna
|           | Czwarty        | Trzeci         | Drugi              | Otwierający    |
| --------- | -------------- | -------------- | ------------------ | -------------- |
| od 2008   | Mike McEwen    | B.J. Neufeld   | Matt Wozniak       | Denni Neufeld  |
| 2007/2008 | Mike McEwen    | Matt Wozniak   | B.J. Neufeld       | Denni Neufeld  |
| 2006/2007 | Mike McEwen    | Matt Wozniak   | Geordie Hargreaves | Adam Guenther  |
| 2005/2006 | Mike McEwen    | Justin Richter | Matt Wozniak       | Andrew Melnuk  |
| 2003/2005 | James Kirkness | Mike McEwen    | Ross McFadyen      | A.J. Girardin  |
| 2002/2003 | Mike McEwen    | Kevin Cooley   | Geordie Hargreaves | Don Grainger   |
| 2001/2002 | Mike McEwen    | Denni Neufeld  | Geordie Hargreaves | Nolan Thiessen |
| 1998/1999 | Mike McEwen    | David Chalmers | Bryce Granger      | Kevin Schmidt  |

|                  | Czwarty/-a  | Trzeci/-a     | Drugi/-a           | Otwierający/-a     |
| ---------------- | ----------- | ------------- | ------------------ | ------------------ |
| Uniwersjada 2003 | Mike McEwen | Denni Neufeld | Sheldon Wettig     | Nolan Thiessen     |
| Mikst 2003       | Mike McEwen | Amber Dawson  | Geordie Hargreaves | Kristen Williamson |

## Canadian Team Ranking System
Pozycje drużyn Mike’a McEwena w rankingu CTRS:
- 2013/2014 – 5.[8]
- 2012/2013 – 5.
- 2011/2012 – 2.
- 2010/2011 – 2.
- 2009/2010 – 7.
- 2008/2009 – 7.
- 2007/2008 – 12.
- 2006/2007 – 52.